# Giardini del Frontone
I giardini del Frontone sono degli storici giardini di Perugia, siti nel quartiere di Borgo XX Giugno o Borgo Bello, adiacenti alla basilica di San Pietro.
La composizione della vegetazione è semplice ma pregiata, con erbacee perenni e stagionali e lecci secolari simbolo dell'antichità e dell'importanza di questo luogo.

## Storia

### Le origini
Sin dal 1275 è fatta menzione, nei civici annali, di una piazza del campo di battaglia nella quale si prendeva parte al gioco della sassaiola, attività ludica che coinvolgeva giovani e non solo, passione dei perugini; il luogo dedicato a questo passatempo divenne poi quello in cui sono attualmente situati i giardini del Frontone.
Sotto Braccio Fortebraccio, tra il 1414 e il 1420, vennero erette delle mura intorno al sito che venne utilizzato come "piazza d'arme" per le esercitazioni militari dei giovani, tanto da essere chiamato "piazza d'armi di Braccio".
I tempi tuttavia cambiarono, alla fine del Quattrocento i passatempi a sfondo bellicoso lasciarono il posto a nuovi divertimenti come la corsa al palio, i tornei e numerose feste, tanto che i giardini presero il nome di "piazza d'Amore" con Braccio Baglioni.

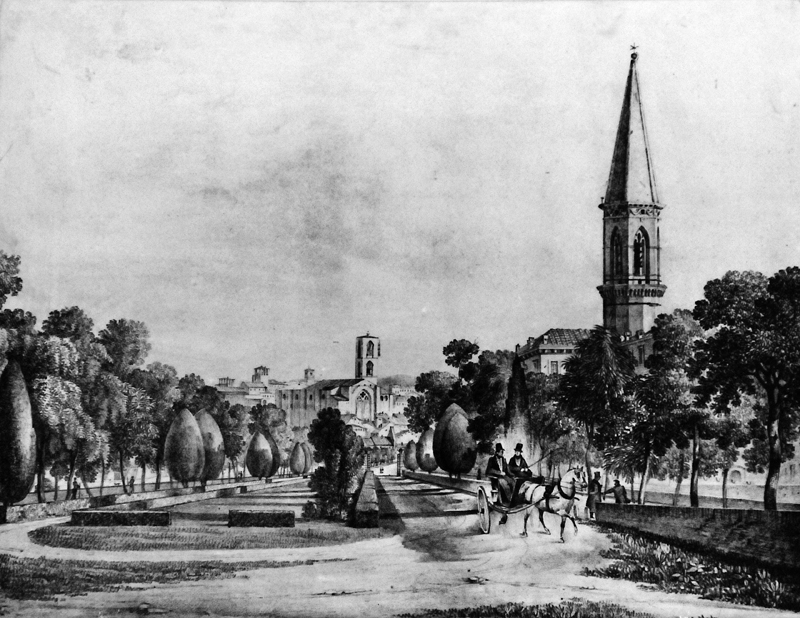
I giardini nella prima metà dell'Ottocento

### La Colonia augusta
Alla morte del Baglioni il Frontone venne abbandonato, non si hanno fonti su quello che fu il suo utilizzo: si pensa quindi che rimase inutilizzato, lasciato nelle mani della natura incolta fino al Settecento, quando l'Accademia dell'Arcadia fece il suo ingresso a Perugia. Gli arcadi, letterati romani, imitavano i costumi dell'Arcadia, provincia della Beozia, per opporsi al pessimo gusto che dominava in quel secolo nella letteratura italiana.

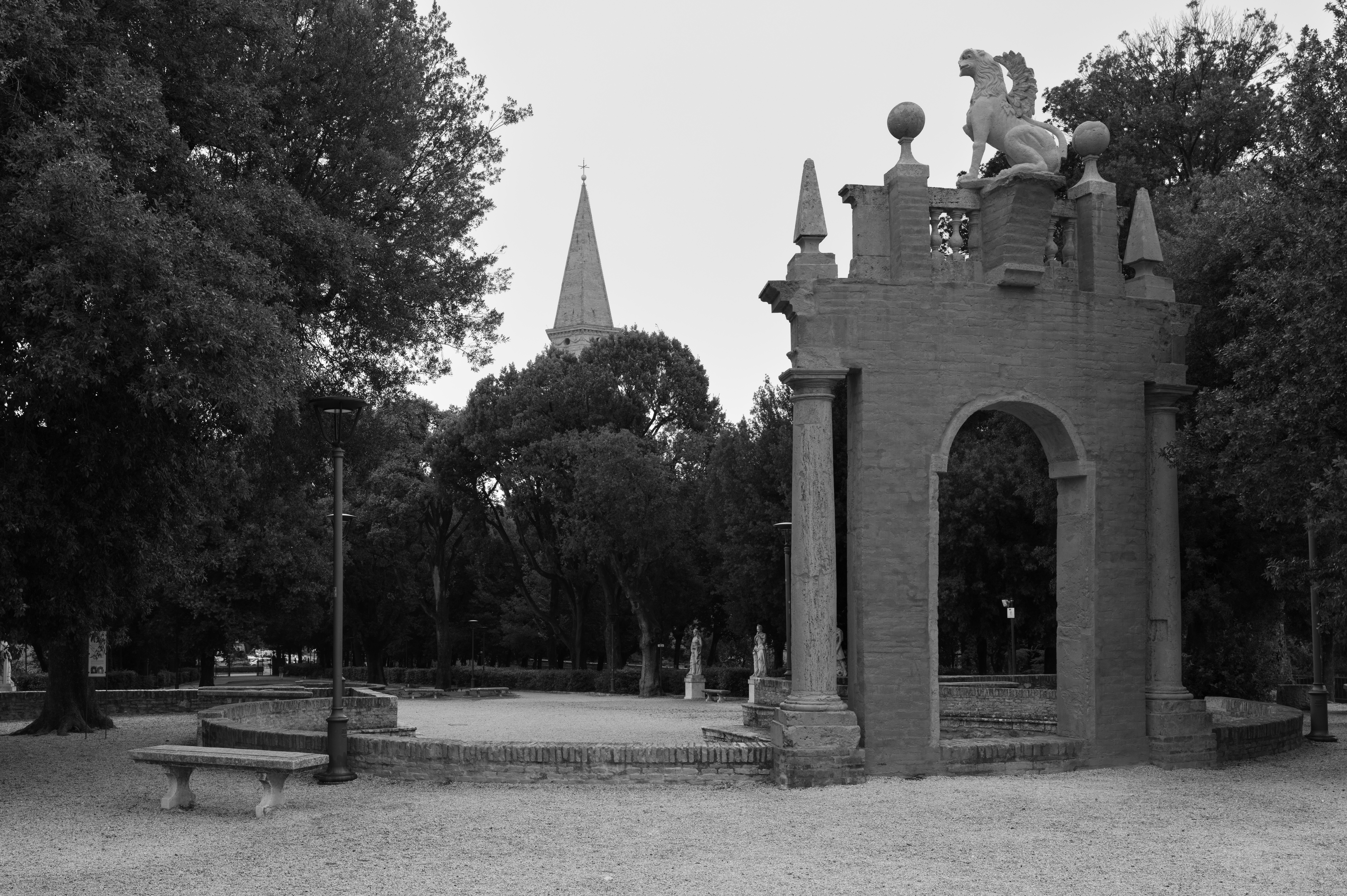
Giardini del Frontone (Perugia). Uno scorcio dei Giardini del Frontone a Perugia, con il caratteristico arco. Questo arco, noto come Arco di Trionfo, fu progettato da Baldassare Orsini tra il 1778 e il 1780.

Nel 1707 ebbe origine la Colonia augusta ed i giardini vennero resi dagli arcadi nella loro forma attuale. Il 14 ottobre dello stesso anno si tenne la prima seduta che vide a capo l'abate Giacinto Vincioli, uomo di grande erudizione.